# Charlie Mole
 (novembre 2016).
Charlie Mole est un compositeur britannique de musique de film.

## Filmographie
- 1989 : Murder on Line One
- 1991 : Murder Blues
- 1995 : Othello
- 1999 : Un mari idéal (An Ideal Husband)
- 2000 : Paranoid
- 2001 : High Heels and Low Lifes
- 2002 : L'Importance d'être Constant
- 2004 : The Divine Michelangelo (téléfilm documentaire)
- 2004 : Tellement proches ! (Seres queridos)
- 2004 : A Bear Named Winnie (téléfilm)
- 2005 : Guy X
- 2005 : A Very Social Secretary
- 2005 : ShakespeaRe-Told (mini-série, 1 épisode)
- 2006 : Goose on the Loose
- 2006 : I Shouldn't Be Alive (série documentaire, 1 épisode)
- 2006 : Fade to Black
- 2006 : The Secret Life of Mrs. Beeton (téléfilm)
- 2007 : Northanger Abbey (téléfilm)
- 2007 : The Lie of the Land (téléfilm documentaire)
- 2007 : I Really Hate My Job
- 2007 : St Trinian's : Pensionnat pour jeunes filles rebelles (St. Trinian's)
- 2009 : Le Journal d'Anne Frank (The Diary of Anne Frank, mini-série, 5 épisodes)
- 2009 : Le Portrait de Dorian Gray (Dorian Gray)
- 2010 : Masterpiece Theatre (mini-série, 1 épisode)
- 2010 : Garrow's Law (série, 5 épisodes)
- 2012 : Dead Mine
- 2013 : North America (série documentaire, 7 épisodes)
- 2013-2016 : Mr Selfridge (série, 30 épisodes)
- 2016 : Dad's Army